# Mendocino (Kalifornija)
Mendocino je naseljeno područje za statističke svrhe u američkoj saveznoj državi Kalifornija. Prema popisu stanovništva iz 2010. u njemu je živjelo 894 stanovnika.